# Медовница
Мѐдовница е село в Северозападна България. То се намира в община Димово, област Видин.

## История
Медовница е основано около 1740 г.
Към 30-те години на XX век жителите на Медовница, които по местни легенди идват от недалечното село Калугер, до голяма степен запазват своя нетипичен за района белоградчишки говор.
През лятото на 1950 година, в разгара на колективизацията, горянска група в селото подпалва кооперативните кошари. През зимата на 1950 – 1951 година, по време на довелата до Кулските събития насилствена кампания за „масовизация“ на колективизацията, жители на селото са затваряни при селския бик, за да бъдат принудени да влязат в ТКЗС. Практиката е прекратена, след като при подобно затваряне загива гледачът на бика. По-късно председателят на ТКЗС Владимир Петков, който е неин инициатор, е убит, вероятно от някой от жертвите си.

## Население
Преброяване на населението през 2011 г.
Численост и дял на етническите групи според преброяването на населението през 2011 г.:
|                     | Численост | Дял (в %) |
| Общо                | 288       | 100,00    |
| Българи             | 115       | 39,93     |
| Турци               | 0         | 0,00      |
| Цигани              | 168       | 58,33     |
| Други               | 0         | 0,00      |
| Не се самоопределят | 4         | 1,38      |
| Неотговорили        | 1         | 0,34      |